# Gotham Award/Bester Film

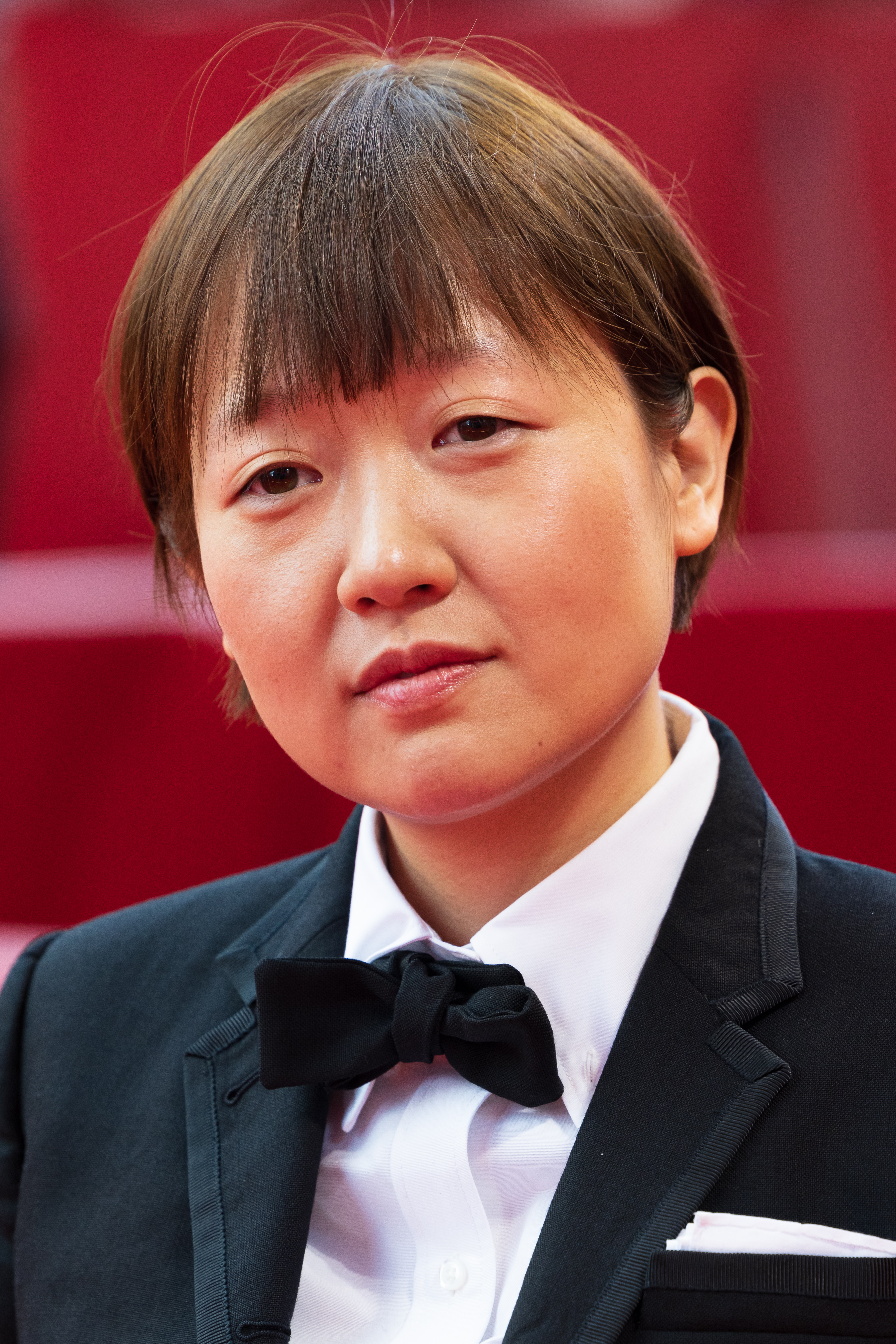
Celine Song, Regisseurin des 2023 preisgekrönten Films Past Lives – In einem anderen Leben

Der Gotham Award in der Kategorie Bester Film (Best Feature) wird seit 2004 vergeben. 
In den Jahren 2009, 2014–2016, 2020 und 2022 stimmte der preisgekrönte Film mit dem Oscar-Gewinner in der Kategorie Bester Film überein.
Die unten aufgeführten Filme werden mit ihrem deutschen Verleihtitel angegeben (sofern ermittelbar). Die Nennung des englischen Originaltitels entfällt, wenn deutscher und englischer Filmtitel identisch sind. Die Gewinner stehen hervorgehoben an erster Stelle.

## 2000er-Jahre
2004
Sideways – Regie: Alexander Payne
- nominiert: 
  - Before Sunset – Regie: Richard Linklater
  - Vergiss mein nicht! (Eternal Sunshine of the Spotless Mind) – Regie: Michel Gondry
  - I Heart Huckabees – Regie: David O. Russell
  - Primer – Regie: Shane Carruth

2005
Capote – Regie: Bennett Miller
- nominiert:
  - Brokeback Mountain – Regie: Ang Lee
  - A History of Violence – Regie: David Cronenberg
  - Ich und Du und Alle, die wir kennen (Me and You and Everyone We Know) – Regie: Miranda July
  - Keane – Regie: Lodge H. Kerrigan

2006
Half Nelson – Regie: Ryan Fleck
- nominiert:
  - Departed – Unter Feinden (The Departed) – Regie: Martin Scorsese
  - Little Children – Regie: Todd Field
  - Marie Antoinette – Regie: Sofia Coppola
  - Old Joy – Regie: Kelly Reichardt

2007
Into the Wild – Die Geschichte eines Aussteigers (Into the Wild) – Regie: Sean Penn
- nominiert:
  - Great World of Sound – Regie: Craig Zobel
  - I’m Not There – Regie: Todd Haynes
  - Margot und die Hochzeit (Margot at the Wedding) – Regie: Noah Baumbach
  - Namesake – Zwei Welten, eine Reise (The Namesake) – Regie: Mira Nair

2008
Frozen River – Regie: Courtney Hunt
- nominiert:
  - Ballast – Regie: Lance Hammer
  - Ein Sommer in New York – The Visitor (The Visitor) – Regie: Tom McCarthy
  - Synecdoche, New York – Regie: Charlie Kaufman
  - The Wrestler – Ruhm, Liebe, Schmerz (The Wrestler) – Regie: Darren Aronofsky

2009
Tödliches Kommando – The Hurt Locker (The Hurt Locker) – Regie: Kathryn Bigelow
- nominiert:
  - Amreeka – Regie: Cherien Dabis
  - Big Fan – Regie: Robert D. Siegel
  - La Nana – Die Perle (La nana) – Regie: Sebastián Silva
  - A Serious Man – Regie: Ethan und Joel Coen

## 2010er-Jahre
2010
Winter’s Bone – Regie: Debra Granik
- nominiert:
  - Black Swan – Regie: Darren Aronofsky
  - Blue Valentine – Regie: Derek Cianfrance
  - The Kids Are All Right – Regie: Lisa Cholodenko
  - Let Me In – Regie: Matt Reeves

2011
Beginners – Regie: Mike Mills

The Tree of Life – Regie: Terrence Malick
- nominiert:
  - The Descendants – Familie und andere Angelegenheiten (The Descendants) – Regie: Alexander Payne
  - Meek’s Cutoff – Regie: Kelly Reichardt
  - Take Shelter – Ein Sturm zieht auf (Take Shelter) – Regie: Jeff Nichols

2012
Moonrise Kingdom – Regie: Wes Anderson
- nominiert:
  - Bernie – Leichen pflastern seinen Weg (Bernie) – Regie: Richard Linklater
  - The Loneliest Planet – Regie: Julia Loktev
  - The Master – Regie: Paul Thomas Anderson
  - Middle of Nowhere – Regie: Ava DuVernay

2013
Inside Llewyn Davis – Regie: Ethan und Joel Coen
- nominiert:
  - 12 Years a Slave – Regie: Steve McQueen
  - Before Midnight – Regie: Richard Linklater
  - The Saints – Sie kannten kein Gesetz (Ain’t Them Bodies Saints) – Regie: David Lowery
  - Upstream Color – Regie: Shane Carruth

2014
Birdman oder (Die unverhoffte Macht der Ahnungslosigkeit) (Birdman or (The Unexpected Virtue of Ignorance)) – Regie: Alejandro González Iñárritu
- nominiert:
  - Boyhood – Regie: Richard Linklater
  - Grand Budapest Hotel (The Grand Budapest Hotel) – Regie: Wes Anderson
  - Liebe geht seltsame Wege (Love Is Strange) – Regie: Ira Sachs
  - Under the Skin – Regie: Jonathan Glazer

2015
Spotlight – Regie: Tom McCarthy
- nominiert:
  - Carol – Regie: Todd Haynes
  - The Diary of a Teenage Girl – Regie: Marielle Heller
  - Heaven Knows What – Regie: Ben Safdie und Joshua Safdie
  - Tangerine L.A. (Tangerine) – Regie: Sean Baker

2016
Moonlight – Regie: Barry Jenkins
- nominiert:
  - Certain Women – Regie: Kelly Reichardt
  - Everybody Wants Some!! – Regie: Richard Linklater
  - Manchester by the Sea – Regie: Kenneth Lonergan
  - Paterson – Regie: Jim Jarmusch

2017
Call Me by Your Name – Regie: Luca Guadagnino
- nominiert:
  - The Florida Project – Regie: Sean Baker
  - Get Out – Regie: Jordan Peele
  - Good Time – Regie: Benny und Josh Safdie
  - I, Tonya – Regie: Craig Gillespie

2018
The Rider – Regie: Chloé Zhao
- nominiert:
  - The Favourite – Intrigen und Irrsinn (The Favourite) – Regie: Yorgos Lanthimos
  - First Reformed – Regie: Paul Schrader
  - If Beale Street Could Talk – Regie: Barry Jenkins
  - Madeline’s Madeline – Regie: Josephine Decker

2019
Marriage Story – Regie: Noah Baumbach
- nominiert:
  - The Farewell – Regie: Lulu Wang
  - Hustlers – Regie: Lorene Scafaria
  - Der schwarze Diamant (Uncut Gems) – Regie: Benny und Josh Safdie
  - Waves – Regie: Trey Edward Shults

## 2020er-Jahre
2020
Nomadland – Regie: Chloé Zhao
- nominiert:
  - The Assistant – Regie: Kitty Green
  - First Cow – Regie: Kelly Reichardt
  - Niemals Selten Manchmal Immer (Never Rarely Sometimes Always) – Regie: Eliza Hittman
  - Relic – Dunkles Vermächtnis (Relic) – Regie: Natalie Erika James

2021
Frau im Dunkeln (The Lost Daughter) – Regie: Maggie Gyllenhaal
- nominiert:
  - The Green Knight – Regie: David Lowery
  - Pig – Regie: Michael Sarnoski
  - Seitenwechsel (Passing) – Regie: Rebecca Hall
  - Test Pattern – Regie: Shatara Michelle Ford

2022
Everything Everywhere All at Once – Regie: Daniel Kwan, Daniel Scheinert; Produktion: Daniel Kwan, Mike Larocca, Anthony Russo, Joe Russo, Daniel Scheinert, Jonathan Wang
- nominiert:
  - Aftersun – Regie: Charlotte Wells; Produktion: Mark Ceryak, Amy Jackson, Barry Jenkins, Adele Romanski
  - The Cathedral – Regie: Ricky D’Ambrose; Produktion: Graham Swon
  - Dos Estaciones – Regie: Juan Pablo González Director; Produktion: Makena Buchanan, Ilana Coleman, Jamie Gonçalves, Bruna Haddad
  - Tár – Regie: Todd Field; Produktion: Todd Field, Scott Lambert, Alexandra Milchan

2023
Past Lives – In einem anderen Leben (Past Lives) – Regie: Celine Song; Produktion: David Hinojosa, Christine Vachon, Pamela Koffler
- nominiert:
  - Passages – Regie: Ira Sachs; Produktion: Saïd Ben Saïd, Michel Merkt
  - Reality – Regie: Tina Satter; Produktion: Noah Stahl, Brad Becker-Parton, Riva Marker, Greg Nobile
  - Showing Up – Regie: Kelly Reichardt; Produktion: Neil Kopp, Vincent Savino, Anish Savjani
  - A Thousand and One – Regie: A. V. Rockwell; Produktion: Eddie Vaisman, Julia Lebedev, Lena Waithe, Rishi Rajani, Brad Weston

2024
- nominiert:
  - Anora – Regie: Sean Baker; Produktion: Sean Baker, Alex Coco, Samantha Quan
  - Babygirl – Regie: Halina Reijn; Produktion: David Hinojosa, Julia Oh, Halina Reijn
  - Challengers – Rivalen (Challengers) – Regie: Luca Guadagnino; Produktion: Luca Guadagnino, Rachel O’Connor, Amy Pascal, Zendaya
  - A Different Man – Regie: Aaron Schimberg; Produktion: Gabriel Mayers, Vanessa McDonnell, Christine Vachon
  - Nickel Boys – Regie: RaMell Ross; Produktion: Joslyn Barnes, Dede Gardner, Jeremy Kleiner, David Levine